# Хрящиков, Николай Прохорович
Николай Прохорович Хрящиков (1 февраля 1901 — 24 июня 1970) — советский киноактёр.

## Биография
Николай Прохорович Хрящиков родился 1 февраля 1901 года. В 1916—1920 годах учился в учительской семинарии. 
Сниматься в кинематографе начал с 1928 года. В 1931 году окончил Государственный техникум кинематографии (ныне ВГИК). В 1931—1942 годах работал актёром различных киностудий, в 1942—1943 годах служил в РККА. В 1945—1951 и с 1953 года служил в театре-студии киноактёра.
Скончался 24 июня 1970 года.

## Фильмография
1. 1928 — Ледяной дом — офицер
2. 1931 — Бомбист — комиссар партизанского отряда
3. 1931 — Разгром — Морозко, партизан
4. 1933 — Конвейер смерти — немецкий комсомолец
5. 1933 — Очир — Сергей Клочков, директор конесовхоза
6. 1935 — Лётчики — эпизод
7. 1935 — Мяч и сердце — комсомолец
8. 1936 — Девушка с Камчатки — Рожнов, начальник экспедиции
9. 1937 — Ленин в Октябре — политработник (нет в титрах)
10. 1938 — Волга, Волга — эпизод (нет в титрах)
11. 1939 — Поднятая целина — Андрей Размётнов
12. 1939 — Степан Разин — эпизод
13. 1941 — Боевой киносборник №3 (новелла Мужество (Дот № 42), СССР, Канада) — Медведев
14. 1941 — Парень из тайги — инженер (нет в титрах)
15. 1941 — Сердца четырёх — красноармеец (нет в титрах)
16. 1942 — Котовский — эпизод
17. 1942 — Машенька — шофёр
18. 1942 — Парень из нашего города — связист (нет в титрах)
19. 1942 — Секретарь райкома — партизан Аникеев
20. 1947 — Сельская учительница — гость
21. 1947 — Сказание о земле Сибирской — эпизод (нет в титрах)
22. 1948 — Мичурин — член ревкома (нет в титрах)
23. 1948 — Молодая гвардия — член обкома (нет в титрах)
24. 1948 — Сталинградская битва — эпизод (нет в титрах)
25. 1950 — Кавалер Золотой Звезды — эпизод (нет в титрах)
26. 1951 — Спортивная честь — зарубежный комментатор (нет в титрах)
27. 1952 — Садко — варяг (нет в титрах)
28. 1953 — Адмирал Ушаков — Ховрин
29. 1953 — Корабли штурмуют бастионы — Ховрин
30. 1954 — Испытание верности — солдат (нет в титрах)
31. 1954 — Школа мужества — боец особого революционного отряда
32. 1955 — В квадрате 45 — Федотов Григорий Филиппович, лесник
33. 1956 — Поэт — революционер (нет в титрах)
34. 1956 — Серый разбойник — Игнат Васильевич, председатель колхоза (нет в титрах)
35. 1956 — Сорок первый — есаул (нет в титрах)
36. 1956 — Саша вступает в жизнь — Степан Петрович Комелев-старший, секретарь коршуновского райкома партии
37. 1957 — Екатерина Воронина — эпизод
38. 1957 — Правда — инвалид
39. 1957 — Рожденные бурей — Ковалло, машинист
40. 1958 — Над Тиссой — эпизод (нет в титрах)
41. 1958 — Поэма о море — инженер (нет в титрах)
42. 1958 — Трудное счастье — казак (нет в титрах)
43. 1960 — Мичман Панин — факельщик
44. 1960 — Повесть пламенных лет — генерал (нет в титрах)
45. 1960 — Ровесник века — инженер
46. 1960 — Северная повесть — солдат
47. 1960 — Воскресение — жандарм (нет в титрах)
48. 1961 — Битва в пути — работник обкома
49. 1961 — Две жизни — полицмейстер (нет в титрах)
50. 1961 — Дерсу Узала — проводник
51. 1961 — Мир входящему — раненый в Квикау (нет в титрах)
52. 1961 — Нахалёнок — Егор-мельник
53. 1961 — Чистое небо — эпизод
54. 1962 — Бей, барабан! — старый солдат (нет в титрах)
55. 1962 — Остров Ольховый — член бюро райкома партии
56. 1962 — Павлуха — Куприян, пожилой бригадир
57. 1962 — Семь нянек — член жюри (нет в титрах)
58. 1963 — Именем революции — старый солдат (нет в титрах)
59. 1963 — Оптимистическая трагедия — матрос
60. 1964 — Председатель — член бюро райкома
61. 1965 — Двадцать лет спустя — отец Дуни
62. 1965 — Люди остаются людьми — старший поручик
63. 1967 — Война и мир (фильм 1-й Андрей Болконский, фильм 3-й 1812 год) — русский солдат